# Мамія IV Дадіані
Мамія IV Дадіані (груз. მამია IV დადიანი; д/н — 1590) — мтаварі Мегрелії у 1573—1578 і 1582—1590 роках.

## Життєпис
Другий син Левана I, мтаварі Мегрелії. Про молоді роки обмаль відомостей. 1572 року після смерті батька влада перейшла до старшого брата Мамії — Георгія III. Втім 1573 року Георгій II, мтаварі Гурії, підбив Мамію до заколоту проти брата. Імеретинський цар Георгій II визнав Маімію IV мтаварі Мегрелії. Але йо натомість поступився цареві землі роду Чиладзе, які раніше Леван I приєднав до Мегрелії.
У 1575 року Мамія IV відбив спробу брата повернути собі владу. У 1578 році Георгій III домовився з царем Імереті, який змусив Мамію IV повернути Мегрелію братові. Натомість отримав князівства Саджилаво.
1582 року після смерті брата підбив Георгія II, мтаварі Гурії, що оженився на удові Георгія III, викрасти сина останнього Левана, що був законним спадкоємцем Мегрелії. Того було запроторено до фортеці Шхеті. Сам Мамія IV відновився на троні Мегрелії.
1583 року скористався загибелі небожа Левана розпочав війну проти Георгія II, мтаварі Гурії, якому завдав поразки, змусив тікати до Османської імперії. Мтаварі Гурії Мамія IV зробив брата Георгія II — Вахтанга I. Останній поступився мтаварі Мегрелії раніше зайнятими Георгієм II землями.
1586 року Мамія IV влаштував шлюб доньки (або сестри) Марех з Леваном, царем Імереті, чим значно розширив вплив на царство. 1588 року надав притулок шваргу, коли того повалив Симон I, цар Картлі. Того ж року Мамія Iv допоміг відновитися Левану на троні. Втім невдовзі погиркався з ним, наслідком чого стала битва біля Кутаїсі, в якій мегрельські війська здобули перемогу. Полоненого царя Імереті Мамія IV відправив до фортеці Шхеті. Поставив новим імеретинським царем Ростома.
1589 року Георгій II, мтаварі Гурії, що ще 1587 року, повернув собі владу, повалив Ростома, поставивши на трон Імереті Баграта IV. 1590 року під час підготовки до кампанії проти імеретинського царя Мамія IV помер. Йому спадкував молодший брат (за іншими відомостями син) Манучар I.